# Flămânzi
Flămânzi er en by i distriktet Botoșani, Vest Moldavien i Rumænien, også kendt under det forældede navn Flămânda. Den administrerer fem landsbyer: Chițoveni, Flămânzi (en landsby, der er adskilt fra byen), Nicolae Bălcescu, Poiana og Prisăcani. Byen har 10.561 (2021) indbyggere.

## Beliggenhed
Flămânzi ligger i den vestlige udkant af det moldaviske lavland (Câmpia Moldovei). Distriktets hovedstad Botoșani (Botoschan)' ligger ca. 25 km mod nordvest.

## Historie
Flămânzi blev første gang nævnt i dokumenter i 1605. I 1907 var landsbyen udgangspunktet for det store bondeoprør i Rumænien. I 2004 blev Flămânzi erklæret for en by. Den er dog stadig overvejende landlig. Ud over landbrug og fødevareforarbejdning findes der også virksomheder, der fremstiller møbler og tekstiler.